# 程章灿
程章灿（1963年—），福建闽侯人，南京大学文学院教授，长江学者特聘教授，研究领域包括中国古代文学、古典文献学、海外汉学等。

## 生平
1983年毕业于北京大学历史系世界史专业。1989年毕业于南京大学中文系，获博士学位，师从程千帆。